# Livry (Calvados)
Livry és un municipi francès situat al departament de Calvados i a la regió de Normandia. L'any 2007 tenia 784 habitants.

## Demografia

### Població
El 2007 la població de fet de Livry era de 784 persones. Hi havia 263 famílies de les quals 57 eren unipersonals (41 homes vivint sols i 16 dones vivint soles), 70 parelles sense fills, 124 parelles amb fills i 12 famílies monoparentals amb fills.
La població ha evolucionat segons el següent gràfic:
Habitants censats

### Habitatges
El 2007 hi havia 323 habitatges, 283 eren l'habitatge principal de la família, 39 eren segones residències i 1 estava desocupat. 320 eren cases i 2 eren apartaments. Dels 283 habitatges principals, 254 estaven ocupats pels seus propietaris, 27 estaven llogats i ocupats pels llogaters i 2 estaven cedits a títol gratuït; 3 tenien una cambra, 14 en tenien dues, 19 en tenien tres, 60 en tenien quatre i 187 en tenien cinc o més. 228 habitatges disposaven pel capbaix d'una plaça de pàrquing. A 113 habitatges hi havia un automòbil i a 148 n'hi havia dos o més.

### Piràmide de població
La piràmide de població per edats i sexe el 2009 era:
| Homes | Edats   | Dones |
| ----- | ------- | ----- |
| 4     | 95 o +  | 0     |
| 8     | 90 a 94 | 8     |
| 4     | 85 a 89 | 4     |
| 8     | 80 a 84 | 20    |
| 8     | 75 a 79 | 16    |
| 16    | 70 a 74 | 16    |
| 16    | 65 a 69 | 20    |
| 16    | 60 a 64 | 24    |
| 16    | 55 a 59 | 20    |
| 28    | 50 a 54 | 16    |
| 24    | 45 a 49 | 28    |
| 28    | 40 a 44 | 16    |
| 12    | 35 a 39 | 12    |
| 24    | 30 a 34 | 32    |
| 32    | 25 a 29 | 12    |
| 20    | 20 a 24 | 12    |
| 16    | 15 a 19 | 24    |
| 24    | 10 a 14 | 12    |
| 32    | 5 a 9   | 20    |
| 24    | 0 a 4   | 12    |

## Economia
El 2007 la població en edat de treballar era de 479 persones, 335 eren actives i 144 eren inactives. De les 335 persones actives 310 estaven ocupades (180 homes i 130 dones) i 26 estaven aturades (8 homes i 18 dones). De les 144 persones inactives 50 estaven jubilades, 53 estaven estudiant i 41 estaven classificades com a «altres inactius».

### Ingressos
El 2009 a Livry hi havia 297 unitats fiscals que integraven 829 persones, la mediana anual d'ingressos fiscals per persona era de 17.357 €.

### Activitats econòmiques
Dels 21 establiments que hi havia el 2007, 1 era d'una empresa extractiva, 3 d'empreses de construcció, 2 d'empreses de comerç i reparació d'automòbils, 3 d'empreses de transport, 1 d'una empresa d'hostatgeria i restauració, 1 d'una empresa d'informació i comunicació, 1 d'una empresa immobiliària, 6 d'empreses de serveis i 3 d'empreses classificades com a «altres activitats de serveis».
Dels 3 establiments de servei als particulars que hi havia el 2009, 1 era un paleta, 1 guixaire pintor i 1 perruqueria.
L'únic establiment comercial que hi havia el 2009 era una floristeria.
L'any 2000 a Livry hi havia 51 explotacions agrícoles que ocupaven un total de 1.711 hectàrees.

## Equipaments sanitaris i escolars
El 2009 hi havia una escola elemental integrada dins d'un grup escolar amb les comunes properes formant una escola dispersa.

## Poblacions més properes
El següent diagrama mostra les poblacions més properes.